# Monte Pignerol
Il monte Pignerol (anche chiamato monte Pinerol, 2.876 m s.l.m.) è una vetta delle Alpi Cozie.
Si trova in provincia di Torino lungo lo spartiacque tra la val Germanasca e la val Troncea e sulla sua cima convergono i territori comunali di Pragelato, Prali e Salza di Pinerolo.

## Toponimo
Il nome "monte Pignerol" è tratto dal nome in francese della cittadina di Pinerolo, che appartenne per un lungo periodo alla Francia. Il nome locale correttamente trascritto sarebbe invece "truc de Pineirôl".

## Descrizione

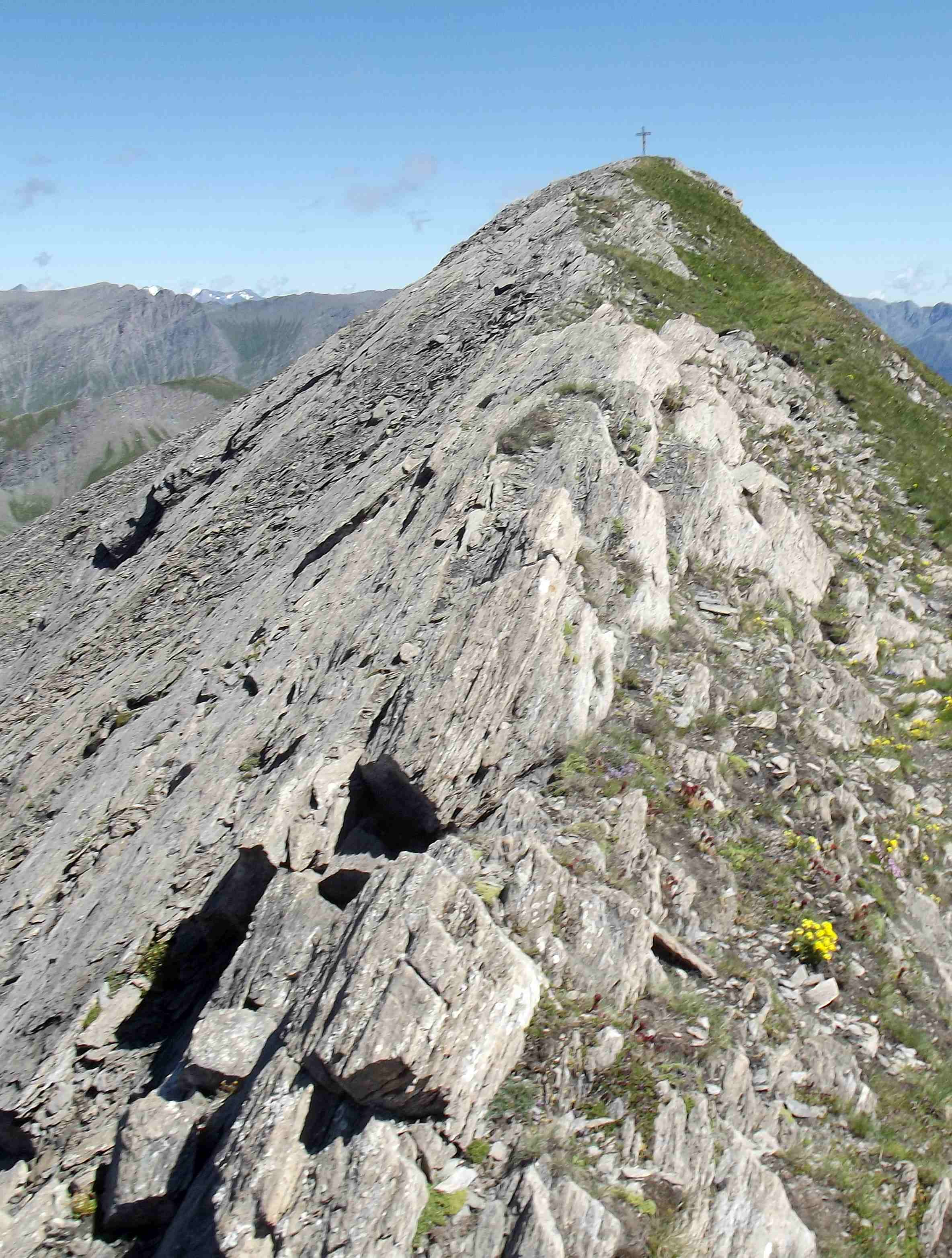
La cima della montagna

La montagna si trova alla convergenza di tre creste: quella nord e quella sud appartengono allo spartiacque tra val Troncea e valle Germanasca, mentre la terza, che si origina dal Pignerol in direzione est, separa tra loro due importanti valloni tributari del Germanasca, quello di Rodoretto e quello di Salza.
Verso sud è separato dalla cima Lunghin (2.921 m) dal colle Valletta (2.685 m). Verso nord lo spartiacque prosegue con diversi saliscendi fino al passo della Pennazza (2.775 m) per risalire al monte Peolioso (2.886 m). La cresta Rodoretto/Salza scende infine rapidamente fino ai 2.460 m del colletto della Balma per proseguire per vari km spegnendosi nel solco principale della valle non lontano da Perrero.
Il versante affacciato sulla val Troncea si presenta detritico e, in quota, quasi del tutto privo di vegetazione; le pendici che si affacciano sulla val Germanasca sono invece a tratti dirupate e caratterizzate altrove da ripidi pendii erbosi.
Sul punto culminante è collocata una grossa croce metallica nel cui basamento in cemento è contenuto, in una nicchia, il libro di vetta.

## Accesso alla cima

### Accesso estivo

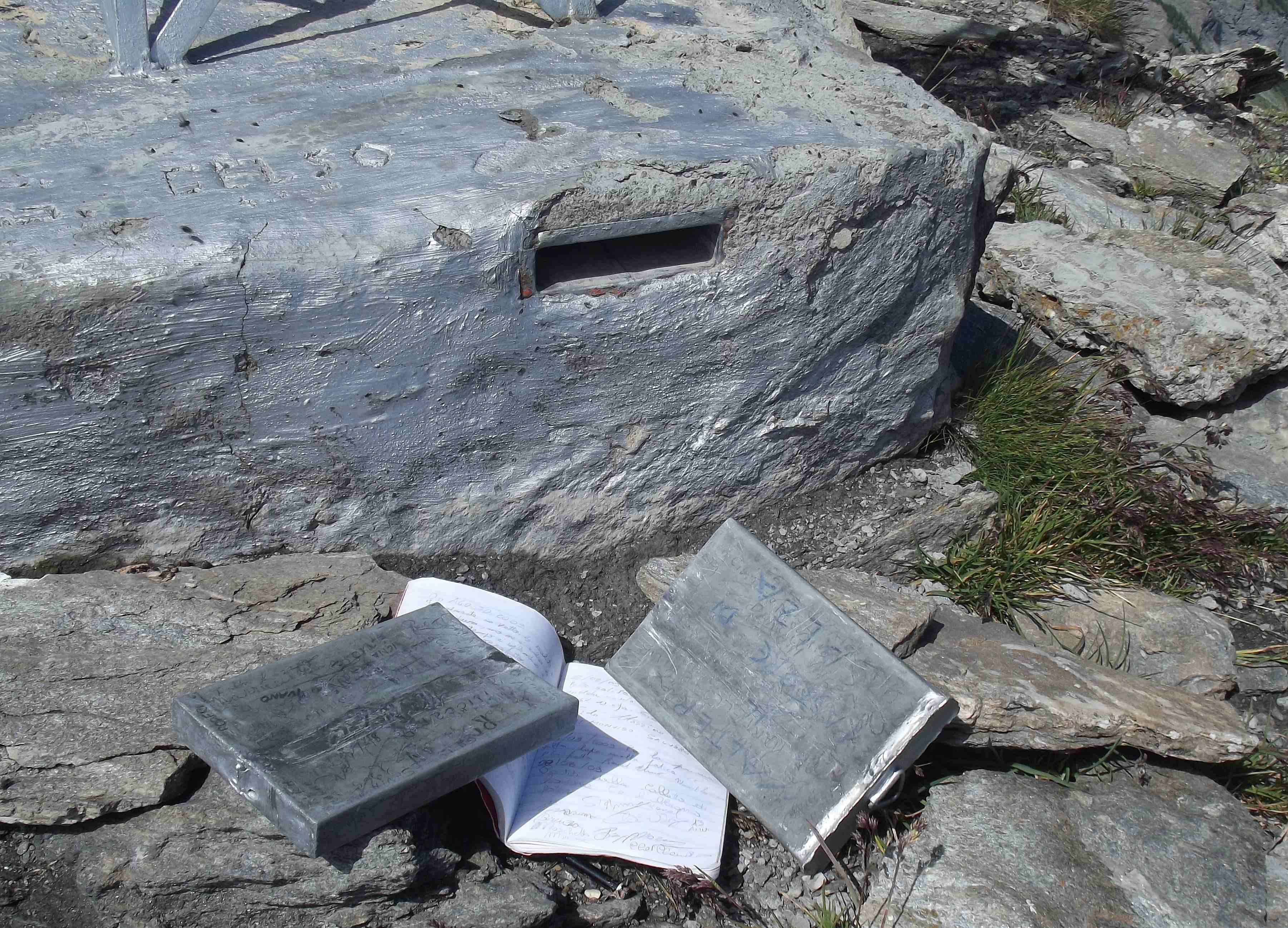
Il libro di vetta

La via normale per la salita alla cima parte dal colle della Valletta e segue la grossomodo la cresta meridionale, discostandosene a tratti sul lato val Troncea per evitarne le principali asperità. La difficoltà dell'itinerario è stimata in EE.
Si può inoltre raggiungere dal già citato colletto della Balma, con percorso più diretto e panoramico ma ancora stimato di difficoltà EE.

### Accesso invernale
La salita scialpinistica dalla Val Troncea (Pattemouche) è valutata di difficoltà BS.